# Äbdymälyk Sartbajew
Äbdymälyk Sartbajew (ur. 16 stycznia 1988) – kazachski zapaśnik w stylu klasycznym. Srebrny medal na mistrzostwach Azji w 2012 i mistrzostwach Azji juniorów w 2008 roku.